# Il mondo di Ran
Il mondo di Ran (乱と灰色の世界?, Ran to Haiiro no sekai, lett. "Ran e il mondo grigio") è un manga di Aki Irie, pubblicato su Harta di Enterbrain dal 2008. In Italia è pubblicato da J-Pop da dicembre 2012. Il manga è conosciuto anche con i titoli internazionali di Ran and the Gray World e Gray and Wonder Around Her.

## Trama
Ran Uruma è una bambina delle elementari molto particolare: è una strega (anche se principiante), dotata di poteri magici come il resto della sua famiglia. Gli Uruma sono infatti da generazioni i guardiani della città con il compito di proteggere il mondo reale da quello magico.
Ran vive la sua vita, allenando i suoi grandi poteri (per esempio può diventare adulta indossando il suo paio di scarpe da ginnastica preferito) e compensando la sua poca saggezza e cercando in tutti i modi di fare visita alla madre Shizuka, una strega molto potente, costretta a vivere lontana da casa per risolvere le questioni dei mondi. A tenerla a bada c'è il fratello maggiore Jin (può trasformarsi in un lupo) e il padre Zen (può trasformarsi in un corvo) che si occupa della casa e dei lavori domestici.